# Donald et son double
Pour plus de détails, voir Fiche technique et Distribution.
Donald et son double ou Le double de Donald au Québec (Donald's Double Trouble) est un court métrage d'animation américain de la série des Donald Duck, sorti le 28 juin 1946 réalisé par les studios Disney.

## Synopsis
Pour persuader Daisy qu'il peut s'améliorer Donald décide d'engager un sosie, véritable double de lui, afin de jouer la comédie....

## Fiche technique
- Titre original : Donald's Double Trouble
- Titre français : Donald et son double
- Série : Donald Duck
- Réalisateur : Jack King
- Scénariste : Roy Williams
- Animateurs : Fred Kopietz, Tom Massey, Sandy Strother et Don Towsley
- Layout : Ernie Nordli
- Background : Howard Dunn
- Voix : Clarence Nash (Donald), Gloria Blondell (Daisy), Ronald Colman (Dapper)
- Musique : Oliver Wallace
- Producteur : Walt Disney
- Société de production : Walt Disney Productions
- Distributeur : RKO Radio Pictures
- Date de sortie : 28 juin 1946
- Format d'image : Couleur (Technicolor)
- Durée : 7 min
- Langue : (en)
- Pays :  États-Unis

## Voix françaises

### 1erdoublage (1986)
- Michel Elias : Donald Duck, Dapper Duck

### 2edoublage (1990)
- Sylvain Caruso : Donald Duck
- Séverine Morisot : Daisy Duck
- Roger Carel : Dapper Duck

### 3edoublage (années 2000)
- Sylvain Caruso : Donald Duck
- Sybille Tureau : Daisy Duck
- Daniel Gall : Dapper Duck

## Titre en différentes langues
D'après IMDb :
- Argentine : El Doble problema de Donald
- Finlande : Kaksoiselämää
- Suède : Kalle Ankas dubbelgångare